# Discografia di Taylor Swift
La discografia di Taylor Swift, cantautrice pop/country statunitense attiva dal 2005, è composta da undici album in studio (più quattro registrati nuovamente), quattro dal vivo, quattro extended play e sessanta singoli.
L'artista ha vendite stimate in 200 milioni di copie nel mondo tra album e singoli digitali, vanta inoltre singoli in collaborazione con Ed Sheeran, Kendrick Lamar, Future, Zayn, Bon Iver, Brendon Urie, i Sugarland e le Dixie Chicks. La cantante inoltre ha scritto la hit This Is What You Came For, singolo del DJ Calvin Harris cantato da Rihanna. L'artista vanta inoltre una videografia che include oltre trenta video e un film associato a ogni tour realizzato, di cui il film associato all'album 1989 distribuito in esclusiva da Apple e il film associato all'album Reputation distribuito in esclusiva da Netflix.

## Album

### Album in studio
| Anno                                                                       | Titolo | Classifiche | Classifiche | Classifiche | Classifiche | Classifiche | Classifiche | Classifiche | Classifiche | Classifiche | Classifiche | Certificazioni |
| Anno                                                                       | Titolo | USA         | AUS         | CAN         | DNK         | IRL         | ITA         | NOR         | NZL         | SWE         | UK          | Certificazioni |
| -------------------------------------------------------------------------- | --- | ----------- | ----------- | ----------- | ----------- | ----------- | ----------- | ----------- | ----------- | ----------- | ----------- | --- |
| 2006                                                                       | Taylor Swift - Pubblicato: 24 ottobre 2006 - Etichetta: Big Machine - Formati: CD, LP, download digitale                                                         | 5           | 33          | 14          | —           | 59          | —           | —           | 38          | —           | 81          | - USA: Platino (7) - AUS: Platino (2) - CAN: Platino - NZL: Platino - SGP: Oro - UK: Oro |
| 2008                                                                       | Fearless - Pubblicato: 11 novembre 2008 - Etichetta: Big Machine - Formati: CD, LP, download digitale                                                            | 1           | 2           | 1           | 23          | 7           | —           | 5           | 1           | 12          | 5           | - USA: Diamante - AUS: Platino (8) - AUT: Oro - CAN: Platino (4) - CHE: Oro - DNK: Platino - GCC: Oro - GER: Oro - IRL: Platino (2) - JPN: Oro - PHL: Platino (9) - NOR: Oro - NZL: Platino (6) - POL: Oro - SGP: Platino (2) - UK: Platino (2) |
| 2010                                                                       | Speak Now - Pubblicato: 22 ottobre 2010 - Etichetta: Big Machine - Formati: CD, LP, download digitale                                                            | 1           | 1           | 1           | 26          | 6           | 13          | 4           | 1           | 18          | 6           | - USA: Platino (6) - AUS: Platino (3) - AUT: Oro - BRA: Oro - CAN: Platino (3) - CHE: Oro - GER: Oro - HKG: Oro - IRL: Oro - JPN: Oro - NOR: Oro - NZL: Platino (3) - PHL: Platino - SGP: Platino - UK: Platino |
| 2012                                                                       | Red - Pubblicato: 22 ottobre 2012 - Etichetta: Big Machine - Formati: CD, LP, download digitale                                                                  | 1           | 1           | 1           | 3           | 1           | 3           | 2           | 1           | 8           | 1           | - USA: Platino (7) - AUS: Platino (5) - AUT: Platino - BEL: Platino (2) - BRA: Oro - CAN: Platino (4) - COL: Oro - DNK: Platino - FRA: Oro - GER: Platino - IRL: Platino - JPN: Platino - MEX: Oro - NZL: Platino (6) - POL: Platino - SGP: Platino (2) - SWE: Oro - SWI: Platino - UK: Platino (3)                                                                        |
| 2014                                                                       | 1989 - Pubblicato: 27 ottobre 2014 - Etichetta: Big Machine - Formati: CD, LP, download digitale                                                                 | 1           | 1           | 1           | 2           | 1           | 5           | 1           | 1           | 23          | 1           | - USA: Platino (9) - AUS: Platino (11) - AUT: Platino (3) - BEL: Platino (4) - BRA: Platino - CAN: Platino (6) - CHE: Oro - DNK: Platino (3) - FRA: Platino - GER: Platino - ITA: Platino - JPN: Platino - MEX: Platino (3)+Oro - NLD: Oro - NOR: Platino (3) - NZL: Platino (10) - POL: Platino (3) - PRT: Oro - SGP: Platino (3) - SPA: Oro - SWE: Oro - UK: Platino (6) |
| 2017                                                                       | Reputation - Pubblicato: 10 novembre 2017 - Etichetta: Big Machine - Formati: CD, MC, LP, download digitale, streaming                                           | 1           | 1           | 1           | 3           | 1           | 3           | 1           | 1           | 2           | 1           | - USA: Platino (3) - AUS: Platino (5) - AUT: Platino - BEL: Platino - BRA: Oro - CHE: Oro - DNK: Platino (2) - FIN: Platino - FRA: Platino - GER: Oro - ITA: Platino - JPN: Oro - MEX: Platino - NOR: Oro - NZL: Platino (5) - POL: Platino (2) - SGP: Platino - SPA: Oro - SWE: Platino - UK: Platino (3)                                                                 |
| 2019                                                                       | Lover - Pubblicato: 23 agosto 2019 - Etichetta: Republic, Taylor Swift Productions - Formati: CD, MC, LP, download digitale, streaming                           | 1           | 1           | 1           | 3           | 1           | 2           | 1           | 1           | 1           | 1           | - USA: Platino (3) - AUS: Platino (6) - AUT: Platino - BEL: Platino - CAN: Platino (7) - CHE: Oro - DNK: Platino (3) - FIN: Oro - FRA: Platino - GER: Oro - ITA: Platino - NOR: Platino - NZL: Platino (6) - POL: Platino (2) - PRT: Oro - SGP: Platino - SPA: Oro - TWN: Platino - UK: Platino (3)                                                                        |
| 2020                                                                       | Folklore - Pubblicato: 24 luglio 2020 - Etichetta: Republic, Taylor Swift Productions - Formati: CD, MC, LP, download digitale, streaming                        | 1           | 1           | 1           | 1           | 1           | 8           | 1           | 1           | 3           | 1           | - USA: Platino (2) - AUS: Platino (3) - AUT: Platino - BEL: Oro - CAN: Platino (6) - CHE: Oro - DNK: Platino - FIN: Oro - GER: Oro - ITA: Platino - NOR: Platino - NZL: Platino (4) - POL: Platino - SGP: Oro - SPA: Oro - UK: Platino (3) |
| 2020                                                                       | Evermore - Pubblicato: 11 dicembre 2020 - Etichetta: Republic, Taylor Swift Productions - Formati: CD, MC, LP, download digitale, streaming                      | 1           | 1           | 1           | 2           | 3           | 26          | 4           | 1           | 3           | 1           | - USA: Platino - AUS: Platino - AUT: Oro - BEL: Oro - CAN: Platino (3) - DNK: Platino - FIN: Oro - FRA: Oro - ITA: Oro - NOR: Oro - NZL: Platino (2) - POL: Platino - SPA: Oro - UK: Platino |
| 2022                                                                       | Midnights - Pubblicato: 21 ottobre 2022 - Etichetta: Republic, Taylor Swift Productions - Formati: CD, MC, LP, download digitale, streaming                      | 1           | 1           | 1           | 1           | 1           | 1           | 1           | 1           | 1           | 1           | - USA: Platino (2) - AUS: Platino (3) - AUT: Platino - BEL: Oro - CAN: Platino (6) - DNK: Platino (2) - FRA: Platino - GER: Oro - ITA: Platino - MEX: Platino - NOR: Oro - NZL: Platino (5) - POL: Platino (2) - PRT: Oro - SPA: Platino (2) - UK: Platino (3) |
| 2024                                                                       | The Tortured Poets Department - Pubblicato: 19 aprile 2024 - Etichetta: Republic, Taylor Swift Productions - Formati: CD, MC, 2 LP, download digitale, streaming | 1           | 1           | 1           | 1           | 1           | 1           | 1           | 1           | 1           | 1           | - USA: Platino (6) - AUS: Platino (3) - AUT: Oro - CAN: Platino (5) - CHE: Oro - DNK: Platino (2) - FRA: Platino - GER: Oro - ITA: Platino - NZL: Platino (4) - SPA: Platino (2) - UK: Platino (3) |
| 2025                                                                       | The Life of a Showgirl - Previsto: 3 ottobre 2025 - Etichetta: Republic, Taylor Swift Productions - Formati: CD, LP, cassetta, download digitale, streaming      | TBA         | TBA         | TBA         | TBA         | TBA         | TBA         | TBA         | TBA         | TBA         | TBA         | TBA |
| "—" indica una pubblicazione non classificata o distribuita in quel paese. | |             |             |             |             |             |             |             |             |             |             | |

#### Album ri-registrati
| Anno | Titolo | Classifiche | Classifiche | Classifiche | Classifiche | Classifiche | Classifiche | Classifiche | Classifiche | Classifiche | Classifiche | Certificazioni |
| Anno | Titolo | USA         | AUS         | CAN         | DNK         | IRL         | ITA         | NOR         | NZL         | SWE         | UK          | Certificazioni |
| ---- | --- | ----------- | ----------- | ----------- | ----------- | ----------- | ----------- | ----------- | ----------- | ----------- | ----------- | --- |
| 2021 | Fearless (Taylor's Version) - Pubblicato: 9 aprile 2021 - Etichetta: Republic - Formati: 2 CD, 2 MC, 3 LP, download digitale, streaming  | 1           | 1           | 1           | 8           | 1           | 12          | 2           | 1           | 17          | 1           | - AUS: Platino - CAN: Platino (2) - DNK: Oro - FRA: Oro - NZL: Platino (2) - POL: Oro - SPA: Oro - UK: Oro                                                                             |
| 2021 | Red (Taylor's Version) - Pubblicato: 12 novembre 2021 - Etichetta: Republic - Formati: 2 CD, 4 LP, download digitale, streaming          | 1           | 1           | 1           | 3           | 1           | 8           | 1           | 1           | 8           | 1           | - AUS: Platino - AUT: Oro - CAN: Platino (3) - DNK: Platino - FRA: Oro - ITA: Oro - NZL: Platino (2) - POL: Oro - SPA: Oro - UK: Platino                                               |
| 2023 | Speak Now (Taylor's Version) - Pubblicato: 7 luglio 2023 - Etichetta: Republic - Formati: 2 CD, 2 MC, 3 LP, download digitale, streaming | 1           | 1           | 1           | 6           | 1           | 4           | 2           | 1           | 1           | 1           | - AUS: Platino - CAN: Platino (2) - FRA: Oro - DNK: Oro - ITA: Oro - NZL: Platino - POL: Oro - SPA: Oro - UK: Platino                                                                  |
| 2023 | 1989 (Taylor's Version) - Pubblicato: 27 ottobre 2023 - Etichetta: Republic - Formati: CD, 2 MC, 2 LP, download digitale, streaming      | 1           | 1           | 1           | 1           | 1           | 1           | 1           | 1           | 1           | 1           | - AUS: Platino (2) - AUT: Oro - CAN: Platino (3) - DNK: Platino - FRA: Platino - GER: Oro - ITA: Platino - NZL: Platino (2) - POL: Platino - PRT: Oro - SPA: Platino - UK: Platino (2) |

### Album dal vivo
| Anno | Titolo | Classifiche | Classifiche | Classifiche | Classifiche | Certificazioni                           |
| Anno | Titolo | USA         | AUS         | CAN         | UK          | Certificazioni                           |
| ---- | --- | ----------- | ----------- | ----------- | ----------- | ---------------------------------------- |
| 2011 | Speak Now: World Tour Live - Pubblicato: 21 novembre 2011 - Etichetta: Big Machine - Formato: CD+DVD, download digitale  | 11          | 16          | 25          | —           | - AUS: Oro (CD) - AUS: Platino (3) (DVD) |
| 2020 | Live from Clear Channel Stripped 2008 - Pubblicato: 24 aprile 2020 - Etichetta: Big Machine - Formato: download digitale | —           | —           | —           | —           |                                          |
| 2023 | Lover (Live from Paris) - Pubblicato: 13 febbraio 2023 - Etichetta: Republic - Formato: 2 7"                             | 2           | 14          | —           | 1           |                                          |
| 2023 | Folklore: The Long Pond Studio Sessions - Pubblicato: 22 aprile 2023 - Etichetta: Republic - Formato: 2 LP               | —           | —           | —           | —           |                                          |

## Extended play
| Anno                                                                       | Titolo | Classifiche | Certificazioni            |
| Anno                                                                       | Titolo | USA         | Certificazioni            |
| -------------------------------------------------------------------------- | --- | ----------- | ------------------------- |
| 2007                                                                       | Sounds of the Season: The Taylor Swift Holiday Collection - Pubblicato: 14 ottobre 2007 - Etichetta: Big Machine - Formati: CD, download digitale | 20          | - USA: Platino - AUS: Oro |
| 2007                                                                       | Rhapsody Originals - Pubblicato: 6 novembre 2007 - Etichetta: Big Machine - Formato: download digitale                                            | —           |                           |
| 2008                                                                       | iTunes Live from SoHo - Pubblicato: 15 gennaio 2008 - Etichetta: Big Machine - Formato: download digitale                                         | —           |                           |
| 2008                                                                       | Beautiful Eyes - Pubblicato: 15 luglio 2008 - Etichetta: Big Machine - Formati: CD, download digitale                                             | 9           |                           |
| "—" indica una pubblicazione non classificata o distribuita in quel paese. | |             |                           |

## Singoli

### Come artista principale

#### Anni 2000
| Anno                                                                       | Titolo                 | Classifiche | Classifiche | Classifiche | Classifiche | Classifiche | Classifiche | Classifiche | Classifiche | Classifiche | Classifiche | Classifiche | Certificazioni | Album di provenienza |
| Anno                                                                       | Titolo                 | USA         | USA Country | AUS         | CAN         | DNK         | IRL         | ITA         | NOR         | NZL         | SWE         | UK          | Certificazioni | Album di provenienza |
| -------------------------------------------------------------------------- | ---------------------- | ----------- | ----------- | ----------- | ----------- | ----------- | ----------- | ----------- | ----------- | ----------- | ----------- | ----------- | --- | -------------------- |
| 2006                                                                       | Tim McGraw             | 40          | 6           | —           | —           | —           | —           | —           | —           | —           | —           | —           | - USA: Platino (2) - AUS: Oro | Taylor Swift         |
| 2007                                                                       | Teardrops on My Guitar | 13          | 2           | —           | 45          | —           | —           | —           | —           | —           | —           | 51          | - USA: Platino (3) - AUS: Platino - CAN: Platino - NZL: Oro - UK: Argento                                                                          | Taylor Swift         |
| 2007                                                                       | Our Song               | 16          | 1           | —           | 30          | —           | —           | —           | —           | —           | —           | —           | - USA: Platino (4) - AUS: Platino (2) - CAN: Platino - NZL: Platino - UK: Oro                                                                      | Taylor Swift         |
| 2008                                                                       | Picture to Burn        | 28          | 3           | —           | 48          | —           | —           | —           | —           | —           | —           | —           | - USA: Platino (2) - AUS: Platino - CAN: Oro - UK: Argento                                                                                         | Taylor Swift         |
| 2008                                                                       | Should've Said No      | 33          | 1           | —           | 67          | —           | —           | —           | —           | 18          | —           | —           | - USA: Platino - AUS: Oro - NZL: Oro | Taylor Swift         |
| 2008                                                                       | Love Story             | 4           | 1           | 1           | 4           | 16          | 3           | —           | 7           | 3           | 10          | 2           | - USA: Platino (8) - AUS: Platino (14) - AUT: Platino - CAN: Platino (2) - GER: Platino - ITA: Oro - JPN: Oro - NZL: Platino (3) - UK: Platino (4) | Fearless             |
| 2008                                                                       | White Horse            | 13          | 2           | 41          | 43          | —           | —           | —           | —           | —           | —           | 60          | - USA: Platino (2) - AUS: Platino - CAN: Oro | Fearless             |
| 2009                                                                       | You Belong with Me     | 2           | 1           | 5           | 3           | 32          | 12          | —           | —           | 5           | 47          | 30          | - USA: Platino (7) - AUS: Platino (9) - CAN: Platino (3) - JPN: Platino - NZL: Platino (5) - UK: Platino                                           | Fearless             |
| 2009                                                                       | Fifteen                | 23          | 7           | 48          | 22          | —           | —           | —           | —           | —           | —           | —           | - USA: Platino (2) - AUS: Platino (2) - CAN: Oro - NZL: Oro                                                                                        | Fearless             |
| "—" indica una pubblicazione non classificata o distribuita in quel paese. |                        |             |             |             |             |             |             |             |             |             |             |             | |                      |

#### Anni 2010
| Anno                                                                       | Titolo                                                           | Classifiche | Classifiche | Classifiche | Classifiche | Classifiche | Classifiche | Classifiche | Classifiche | Classifiche | Classifiche | Classifiche | Certificazioni | Album di provenienza                                    |
| Anno                                                                       | Titolo                                                           | USA         | USA Country | AUS         | CAN         | DNK         | IRL         | ITA         | NOR         | NZL         | SWE         | UK          | Certificazioni | Album di provenienza                                    |
| -------------------------------------------------------------------------- | ---------------------------------------------------------------- | ----------- | ----------- | ----------- | ----------- | ----------- | ----------- | ----------- | ----------- | ----------- | ----------- | ----------- | --- | ------------------------------------------------------- |
| 2010                                                                       | Fearless                                                         | 9           | 10          | —           | 69          | —           | —           | —           | —           | —           | —           | —           | - USA: Platino - AUS: Platino | Fearless                                                |
| 2010                                                                       | Today Was a Fairytale                                            | 2           | 41          | 3           | 1           | —           | 41          | —           | —           | 29          | —           | 57          | - USA: Platino - AUS: Platino (2) | Valentine's Day (Original Motion Picture Soundtrack)    |
| 2010                                                                       | Mine                                                             | 3           | 2           | 9           | 7           | —           | 38          | 34          | —           | 16          | 48          | 30          | - USA: Platino (4) - AUS: Platino (3) - CAN: Platino - JPN: Oro - NZL: Platino - UK: Argento                                                                     | Speak Now                                               |
| 2010                                                                       | Back to December                                                 | 6           | 3           | 26          | 7           | —           | —           | —           | —           | 24          | —           | —           | - USA: Platino (2) - AUS: Platino (2) - CAN: Oro - UK: Argento                                                                                                   | Speak Now                                               |
| 2011                                                                       | Mean                                                             | 11          | 2           | 45          | 10          | —           | —           | —           | —           | —           | —           | —           | - USA: Platino (3) - AUS: Platino (2) - CAN: Oro - UK: Argento                                                                                                   | Speak Now                                               |
| 2011                                                                       | The Story of Us                                                  | 41          | —           | 87          | 70          | —           | —           | —           | —           | —           | —           | —           | - USA: Platino - AUS: Platino | Speak Now                                               |
| 2011                                                                       | Sparks Fly                                                       | 17          | 1           | 97          | 28          | —           | —           | —           | —           | —           | —           | —           | - USA: Platino - AUS: Platino | Speak Now                                               |
| 2011                                                                       | Ours                                                             | 13          | 1           | 91          | 68          | —           | —           | —           | —           | —           | —           | 181         | - USA: Platino - AUS: Oro | Speak Now                                               |
| 2012                                                                       | Eyes Open                                                        | 19          | 50          | 47          | 17          | —           | 65          | —           | —           | 6           | —           | 70          | - USA: Platino - AUS: Oro - NZL: Oro | The Hunger Games: Songs from District 12 and Beyond     |
| 2012                                                                       | We Are Never Ever Getting Back Together                          | 1           | 1           | 3           | 1           | 18          | 4           | 44          | 7           | 1           | 16          | 5           | - USA: Platino (6) - AUS: Platino (9) - AUT: Platino - BRA: Diamante - CAN: Platino (4) - GER: Oro - ITA: Oro - JPN: Diamante - UK: Platino (2)                  | Red                                                     |
| 2012                                                                       | Ronan                                                            | 16          | —           | —           | —           | —           | —           | —           | —           | —           | —           | —           | - USA: Oro | /                                                       |
| 2012                                                                       | Begin Again                                                      | 7           | 10          | 20          | 4           | —           | 25          | 72          | —           | 11          | —           | 30          | - USA: Platino - AUS: Platino - CAN: Oro | Red                                                     |
| 2012                                                                       | I Knew You Were Trouble                                          | 2           | —           | 3           | 2           | 3           | 4           | —           | —           | 3           | —           | 2           | - USA: Platino (7) - AUS: Platino (11) - AUT: Platino (2) - BRA: Diamante - CAN: Platino (5) - GER: Platino - ITA: Oro - JPN: Oro - UK: Platino (3)              | Red                                                     |
| 2013                                                                       | 22                                                               | 20          | —           | 22          | 29          | —           | 19          | —           | —           | 23          | —           | 12          | - USA: Platino (3) - AUS: Platino (4) - CAN: Platino - UK: Platino                                                                                               | Red                                                     |
| 2013                                                                       | Highway Don't Care (Tim McGraw & Taylor Swift feat. Keith Urban) | 22          | 4           | 73          | 21          | —           | —           | —           | —           | —           | —           | —           | - USA: Platino (2) | Two Lanes of Freedom                                    |
| 2013                                                                       | Red                                                              | 6           | 2           | 30          | 5           | —           | 25          | —           | —           | 14          | —           | 26          | - USA: Platino (2) - AUS: Platino (2) - JPN: Oro - UK: Argento                                                                                                   | Red                                                     |
| 2013                                                                       | Everything Has Changed (feat. Ed Sheeran)                        | 32          | —           | 28          | 28          | —           | 5           | —           | —           | 22          | —           | 7           | - USA: Platino (2) - AUS: Platino (3) - UK: Platino | Red                                                     |
| 2013                                                                       | The Last Time (feat. Gary Lightbody)                             | 103         | —           | —           | 73          | —           | 15          | —           | —           | —           | —           | 25          | | Red                                                     |
| 2014                                                                       | Shake It Off                                                     | 1           | —           | 1           | 1           | 4           | 3           | 10          | 3           | 1           | 3           | 2           | - USA: Diamante - AUS: Platino (18) - AUT: Platino (2) - BRA: Diamante (3) - CAN: Platino (6) - GER: Oro - ITA: Platino (2) - JPN: Platino (3) - UK: Platino (5) | 1989                                                    |
| 2014                                                                       | Blank Space                                                      | 1           | —           | 1           | 1           | —           | 4           | 27          | —           | 2           | —           | 4           | - USA: Platino (8) - AUS: Platino (14) - AUT: Platino (2) - BRA: Diamante (4) - CAN: Platino (4) - GER: Oro - ITA: Platino - UK: Platino (4)                     | 1989                                                    |
| 2015                                                                       | Style                                                            | 6           | —           | 8           | 6           | —           | 23          | —           | —           | 11          | —           | 21          | - USA: Platino (3) - AUS: Platino (9) - AUT: Platino - CAN: Platino (3) - ITA: Oro - UK: Platino (2)                                                             | 1989                                                    |
| 2015                                                                       | Bad Blood (solo o feat. Kendrick Lamar)                          | 1           | —           | 1           | 1           | —           | 8           | 93          | —           | 1           | —           | 4           | - USA: Platino (5) - AUS: Platino (8) - AUT: Platino - BRA: Diamante (2) - CAN: Platino (3) - GER: Oro - ITA: Oro - UK: Platino (2)                              | 1989                                                    |
| 2015                                                                       | Wildest Dreams                                                   | 5           | —           | 3           | 4           | —           | 40          | —           | —           | 8           | —           | 42          | - USA: Platino (3) - AUS: Platino (9) - AUT: Platino - BRA: Diamante - CAN: Platino - GER: Oro - ITA: Platino - UK: Platino (2)                                  | 1989                                                    |
| 2016                                                                       | Out of the Woods                                                 | 18          | —           | 19          | 8           | 23          | —           | 97          | —           | 6           | —           | 136         | - USA: Platino - AUS: Platino (3) - CAN: Oro - UK: Oro | 1989                                                    |
| 2016                                                                       | New Romantics                                                    | 46          | —           | 35          | 58          | —           | —           | —           | —           | —           | —           | —           | - USA: Oro - AUS: Platino (2) - UK: Argento | 1989                                                    |
| 2016                                                                       | I Don't Wanna Live Forever (con Zayn)                            | 2           | —           | 3           | 2           | 2           | 4           | 5           | 2           | 4           | 1           | 5           | - USA: Platino (4) - AUS: Platino (7) - CAN: Platino (7) - FRA: Diamante - GER: Oro (3) - ITA: Platino (3) - UK: Platino (2)                                     | Fifty Shades Darker: Original Motion Picture Soundtrack |
| 2017                                                                       | Look What You Made Me Do                                         | 1           | —           | 1           | 1           | 12          | 1           | 10          | 6           | 1           | 7           | 1           | - USA: Platino (4) - AUS: Platino (7) - AUT: Platino - BRA: Diamante (2) - CAN: Platino (3) - FRA: Oro - GER: Oro - ITA: Platino - UK: Platino (2)               | Reputation                                              |
| 2017                                                                       | ...Ready for It?                                                 | 4           | —           | 3           | 7           | —           | 12          | 65          | 32          | 9           | 32          | 7           | - USA: Platino (2) - AUS: Platino (6) - CAN: Platino (2) - FRA: Oro - ITA: Oro - UK: Platino                                                                     | Reputation                                              |
| 2017                                                                       | End Game (feat. Ed Sheeran & Future)                             | 18          | —           | 36          | 11          | —           | 68          | —           | —           | —           | —           | 49          | - USA: Platino - AUS: Platino (3) - CAN: Platino - UK: Oro | Reputation                                              |
| 2017                                                                       | New Year's Day                                                   | —           | —           | —           | —           | —           | —           | —           | —           | —           | —           | —           | - AUS: Oro - NZL: Oro - UK: Argento | Reputation                                              |
| 2018                                                                       | Delicate                                                         | 12          | —           | 28          | 27          | —           | 31          | —           | 27          | 33          | 98          | 45          | - USA: Platino - AUS: Platino (5) - FRA: Oro - ITA: Oro - UK: Platino                                                                                            | Reputation                                              |
| 2018                                                                       | Getaway Car                                                      | —           | —           | 96          | —           | —           | —           | —           | —           | —           | —           | —           | - AUS: Platino (3) - NZL: Platino - UK: Platino | Reputation                                              |
| 2019                                                                       | Me! (feat. Brendon Urie)                                         | 2           | —           | 2           | 2           | 19          | 5           | 19          | 9           | 3           | 11          | 3           | - USA: Platino (2) - AUS: Platino (5) - AUT: Platino - BRA: Diamante - CAN: Platino - GER: Oro - ITA: Oro - UK: Platino                                          | Lover                                                   |
| 2019                                                                       | You Need to Calm Down                                            | 2           | —           | 3           | 4           | —           | 5           | 69          | 22          | 5           | 35          | 5           | - USA: Platino (3) - AUS: Platino (6) - AUT: Platino - BRA: Diamante - FRA: Oro - ITA: Oro - UK: Platino (2)                                                     | Lover                                                   |
| 2019                                                                       | Lover                                                            | 10          | —           | 3           | 7           | —           | 9           | 87          | —           | 3           | 37          | 14          | - USA: Platino (2) - AUS: Platino (8) - AUT: Platino - BRA: Diamante - CAN: Platino (3) - FRA: Oro - ITA: Platino - UK: Platino (3)                              | Lover                                                   |
| 2019                                                                       | Christmas Tree Farm                                              | 59          | —           | 96          | 55          | —           | 51          | —           | —           | —           | —           | 60          | - AUS: Oro - UK: Oro | /                                                       |
| "—" indica una pubblicazione non classificata o distribuita in quel paese. |                                                                  |             |             |             |             |             |             |             |             |             |             |             | |                                                         |

#### Anni 2020
| Anno                                                                       | Titolo                                                                               | Classifiche | Classifiche | Classifiche | Classifiche | Classifiche | Classifiche | Classifiche | Classifiche | Classifiche | Classifiche | Classifiche | Certificazioni | Album di provenienza          |
| Anno                                                                       | Titolo                                                                               | USA         | USA Country | AUS         | CAN         | DNK         | IRL         | ITA         | NOR         | NZL         | SWE         | UK          | Certificazioni | Album di provenienza          |
| -------------------------------------------------------------------------- | ------------------------------------------------------------------------------------ | ----------- | ----------- | ----------- | ----------- | ----------- | ----------- | ----------- | ----------- | ----------- | ----------- | ----------- | --- | ----------------------------- |
| 2020                                                                       | The Man                                                                              | 23          | —           | 17          | 21          | —           | 16          | —           | 24          | 15          | 63          | 21          | - USA: Platino - AUS: Platino (4) - UK: Platino - NZL: Platino (2)                                                                         | Lover                         |
| 2020                                                                       | Cardigan                                                                             | 1           | —           | 1           | 3           | 19          | 4           | —           | 27          | 2           | 31          | 6           | - USA: Platino - AUS: Platino (5) - BRA: Diamante - CAN: Platino (2) - FRA: Oro - ITA: Oro - NZL: Platino (3) - UK: Platino (2)            | Folklore                      |
| 2020                                                                       | Exile (feat. Bon Iver)                                                               | 6           | —           | 3           | 6           | 32          | 3           | —           | —           | 5           | 38          | 8           | - USA: Platino - AUS: Platino (3) - CAN: Platino (2) - ITA: Oro - NZL: Platino (2) - UK: Platino                                           | Folklore                      |
| 2020                                                                       | Betty                                                                                | 42          | 6           | 22          | 32          | —           | 88          | —           | —           | —           | —           | —           | - AUS: Platino - CAN: Oro - NZL: Oro - UK: Oro                                                                                             | Folklore                      |
| 2020                                                                       | Willow                                                                               | 1           | —           | 1           | 1           | —           | 3           | 70          | —           | 3           | 67          | 3           | - USA: Platino - AUS: Platino (4) - BRA: Diamante - CAN: Platino - DNK: Oro - FRA: Oro - ITA: Oro - NZL: Platino (2) - UK: Platino         | Evermore                      |
| 2021                                                                       | No Body, No Crime (feat. Haim)                                                       | 34          | 2           | 16          | 11          | —           | 11          | —           | —           | 29          | —           | 19          | - AUS: Platino - NZL: Oro - UK: Argento | Evermore                      |
| 2021                                                                       | Coney Island (feat The National)                                                     | 63          | —           | 42          | 31          | —           | —           | —           | —           | —           | —           | —           | - AUS: Oro - NZL: Oro - UK: Argento | Evermore                      |
| 2021                                                                       | I Bet You Think About Me (feat. Chris Stapleton) (Taylor's Version) (From The Vault) | 22          | 3           | 43          | 17          | —           | —           | —           | —           | —           | —           | —           | - AUS: Oro - NZL: Oro | Red (Taylor's Version)        |
| 2021                                                                       | Message in a Bottle (Taylor's Version) (From The Vault)                              | 45          | —           | 33          | 32          | —           | —           | —           | —           | 18          | —           | 71          | - AUS: Platino - NZL: Oro - UK: Argento | Red (Taylor's Version)        |
| 2022                                                                       | Anti-Hero                                                                            | 1           | —           | 1           | 1           | 7           | 1           | 26          | 3           | 1           | 5           | 1           | - AUS: Platino (8) - AUT: Platino (2) - CAN: Platino (2) - FRA: Platino - GER: Platino - ITA: Platino - NZL: Platino (4) - UK: Platino (3) | Midnights                     |
| 2022                                                                       | Lavender Haze                                                                        | 2           | —           | 2           | 2           | 27          | 2           | 63          | 13          | 2           | 18          | 3           | - AUS: Platino (3) - CAN: Platino - NZL: Platino - UK: Platino                                                                             | Midnights                     |
| 2023                                                                       | Karma (solo o feat. Ice Spice)                                                       | 2           | —           | 2           | 4           | —           | 8           | —           | 37          | 9           | 38          | 12          | - AUS: Platino (4) - CAN: Platino - NZL: Platino (2) - UK: Platino                                                                         | Midnights                     |
| 2023                                                                       | Cruel Summer                                                                         | 1           | —           | 1           | 1           | 31          | 4           | 85          | 18          | 3           | 14          | 2           | - AUS: Platino (9) - AUT: Platino - FRA: Platino - GER: Oro - ITA: Platino - NZL: Platino (5) - UK: Platino (4)                            | Lover                         |
| 2023                                                                       | "Slut!"                                                                              | 3           | —           | 4           | 3           | 33          | 6           | —           | 17          | 5           | 21          | 5           | - AUS: Oro - NZL: Oro - UK: Argento | 1989 (Taylor's Version)       |
| 2023                                                                       | Is It Over Now?                                                                      | 1           | —           | 1           | 1           | 27          | 2           | 93          | 11          | 1           | 15          | 1           | - AUS: Platino - NZL: Platino - UK: Platino                                                                                                | 1989 (Taylor's Version)       |
| 2024                                                                       | Fortnight (feat. Post Malone)                                                        | 1           | —           | 1           | 1           | 2           | 2           | 22          | 4           | 1           | 4           | 1           | - AUS: Platino (2) - FRA: Oro - ITA: Oro - NZL: Platino - UK: Platino                                                                      | The Tortured Poets Department |
| 2024                                                                       | I Can Do It with a Broken Heart                                                      | 3           | —           | 5           | 4           | 19          | 5           | 76          | 27          | 6           | 17          | 8           | - AUS: Platino - PRT: Oro - NZL: Platino - UK: Platino                                                                                     | The Tortured Poets Department |
| "—" indica una pubblicazione non classificata o distribuita in quel paese. |                                                                                      |             |             |             |             |             |             |             |             |             |             |             | |                               |

### Come artista ospite
| Anno                                                                       | Titolo                                                      | Classifiche | Classifiche | Classifiche | Classifiche | Classifiche | Classifiche | Classifiche | Classifiche | Classifiche | Classifiche | Certificazioni                | Album di provenienza                   |
| Anno                                                                       | Titolo                                                      | USA         | USA Country | AUS         | CAN         | DNK         | IRL         | NOR         | NZL         | SWE         | UK          | Certificazioni                | Album di provenienza                   |
| -------------------------------------------------------------------------- | ----------------------------------------------------------- | ----------- | ----------- | ----------- | ----------- | ----------- | ----------- | ----------- | ----------- | ----------- | ----------- | ----------------------------- | -------------------------------------- |
| 2009                                                                       | Two Is Better Than One (Boys Like Girls feat. Taylor Swift) | 18          | —           | —           | 18          | —           | —           | —           | —           | —           | —           | - USA: Platino                | Love Drunk                             |
| 2010                                                                       | Half of My Heart (John Mayer con Taylor Swift)              | 25          | —           | 71          | 53          | —           | —           | —           | —           | —           | —           | - USA: Oro                    | Battle Studies                         |
| 2012                                                                       | Both of Us (B.o.B feat. Taylor Swift)                       | 18          | —           | 5           | 23          | —           | 26          | —           | 10          | —           | 22          | - USA: Platino - AUS: Platino | Strange Clouds                         |
| 2018                                                                       | Babe (Sugarland feat. Taylor Swift)                         | 72          | 8           | —           | 94          | —           | —           | —           | —           | —           | —           |                               | Bigger                                 |
| 2021                                                                       | Gasoline (Haim feat. Taylor Swift)                          | —           | —           | —           | —           | —           | —           | —           | —           | —           | —           |                               | Women in Music Pt. III                 |
| 2021                                                                       | Renegade (Big Red Machine feat. Taylor Swift)               | 73          | —           | —           | —           | —           | 53          | —           | —           | —           | 73          |                               | How Long Do You Think It's Gonna Last? |
| 2022                                                                       | The Joker and the Queen (Ed Sheeran feat. Taylor Swift)     | 21          | —           | 11          | 12          | 33          | 5           | 29          | 26          | 27          | 2           | - CAN: Oro - UK: Oro          | =                                      |
| 2023                                                                       | The Alcott (The National feat. Taylor Swift)                | —           | —           | —           | —           | —           | 63          | —           | —           | —           | 90          |                               | First Two Pages of Frankenstein        |
| "—" indica una pubblicazione non classificata o distribuita in quel paese. |                                                             |             |             |             |             |             |             |             |             |             |             |                               |                                        |

### Singoli promozionali
| Anno                                                                       | Titolo                                                                   | Classifiche | Classifiche | Classifiche | Classifiche | Classifiche | Classifiche | Classifiche | Certificazioni                                             | Album di provenienza                                                           |
| Anno                                                                       | Titolo                                                                   | USA         | USA Country | AUS         | CAN         | IRL         | NZL         | UK          | Certificazioni                                             | Album di provenienza                                                           |
| -------------------------------------------------------------------------- | ------------------------------------------------------------------------ | ----------- | ----------- | ----------- | ----------- | ----------- | ----------- | ----------- | ---------------------------------------------------------- | ------------------------------------------------------------------------------ |
| 2008                                                                       | I Heart ?                                                                | —           | —           | —           | —           | —           | —           | —           |                                                            | Beautiful Eyes                                                                 |
| 2008                                                                       | Beautiful Eyes                                                           | —           | —           | —           | —           | —           | —           | —           |                                                            | Beautiful Eyes                                                                 |
| 2008                                                                       | Change                                                                   | 10          | 57          | —           | —           | —           | —           | —           | - USA: Oro                                                 | Fearless                                                                       |
| 2008                                                                       | Breathe (con Colbie Caillat)                                             | 87          | —           | —           | —           | —           | —           | —           | - USA: Oro - AUS: Oro                                      | Fearless                                                                       |
| 2008                                                                       | You're Not Sorry                                                         | 11          | —           | —           | 11          | —           | —           | —           | - USA: Platino                                             | Fearless                                                                       |
| 2009                                                                       | American Girl                                                            | 115         | —           | —           | —           | —           | —           | —           |                                                            | /                                                                              |
| 2010                                                                       | Speak Now                                                                | 8           | 58          | 20          | 8           | —           | 34          | —           | - USA: Oro - AUS: Platino                                  | Speak Now                                                                      |
| 2011                                                                       | Haunted (standard o acustica)                                            | 63          | —           | —           | 61          | —           | —           | —           | - USA: Oro - AUS: Oro                                      | Speak Now                                                                      |
| 2011                                                                       | If This Was a Movie                                                      | 10          | —           | —           | 17          | —           | —           | 191         |                                                            | Speak Now                                                                      |
| 2011                                                                       | Superman                                                                 | 26          | —           | —           | 82          | —           | —           | —           |                                                            | Speak Now                                                                      |
| 2011                                                                       | Safe & Sound (feat. Civil Wars)                                          | 30          | —           | 38          | 31          | —           | 11          | 67          | - USA: Platino (2) - AUS: Platino (2) - UK: Argento        | The Hunger Games                                                               |
| 2012                                                                       | Long Live (feat. Paula Fernandes)                                        | —           | —           | —           | —           | —           | —           | —           |                                                            | Speak Now World Tour – Live                                                    |
| 2012                                                                       | State of Grace                                                           | 13          | —           | 44          | 9           | —           | 20          | 36          | - USA: Oro - AUS: Oro                                      | Red                                                                            |
| 2013                                                                       | The Moment I Knew                                                        | 64          | —           | —           | 58          | —           | —           | 197         |                                                            | Red                                                                            |
| 2013                                                                       | Come Back... Be Here                                                     | —           | —           | —           | 64          | —           | —           | 188         |                                                            | Red                                                                            |
| 2013                                                                       | Girl at Home                                                             | —           | —           | —           | 75          | —           | —           | —           |                                                            | Red                                                                            |
| 2013                                                                       | Sweeter Than Fiction                                                     | 34          | —           | 44          | 17          | —           | 26          | 45          |                                                            | One Chance: The Incredible True Story of Paul Potts: Motion Picture Soundtrack |
| 2014                                                                       | Welcome to New York                                                      | 48          | —           | 23          | 19          | 55          | 6           | 39          | - USA: Platino - AUS: Platino (2) - UK: Oro                | 1989                                                                           |
| 2015                                                                       | Wonderland                                                               | 51          | —           | 84          | 59          | —           | —           | 171         | - AUS: Platino - UK: Argento                               | 1989                                                                           |
| 2015                                                                       | You Are in Love                                                          | 83          | —           | —           | 99          | —           | —           | —           | - AUS: Oro                                                 | 1989                                                                           |
| 2017                                                                       | Gorgeous                                                                 | 13          | —           | 9           | 9           | 18          | 19          | 15          | - USA: Oro - AUS: Platino (3) - UK: Platino                | Reputation                                                                     |
| 2017                                                                       | Call It What You Want                                                    | 27          | —           | 16          | 24          | 44          | 34          | 29          | - USA: Oro - AUS: Platino - UK: Argento                    | Reputation                                                                     |
| 2019                                                                       | The Archer                                                               | 38          | —           | 19          | 41          | 31          | 28          | 43          | - AUS: Platino (2) - UK: Oro                               | Lover                                                                          |
| 2019                                                                       | Beautiful Ghosts                                                         | —           | —           | —           | —           | —           | —           | —           |                                                            | Cats Soundtrack                                                                |
| 2020                                                                       | Only the Young                                                           | 50          | —           | 31          | 57          | 40          | —           | 57          | - AUS: Oro                                                 | Miss Americana Soundtrack                                                      |
| 2020                                                                       | The 1                                                                    | 4           | —           | 4           | 7           | 7           | 7           | 10          | - USA: Platino - AUS: Platino (2) - UK: Platino            | Folklore                                                                       |
| 2021                                                                       | Love Story (Taylor's Version)                                            | 11          | 1           | 21          | 7           | 7           | 18          | 12          | - AUS: Platino (3) - UK: Platino                           | Fearless (Taylor's Version)                                                    |
| 2021                                                                       | You All over Me (feat. Maren Morris) (Taylor's Version) (From The Vault) | 51          | 6           | 34          | 29          | 35          |             | 52          |                                                            | Fearless (Taylor's Version)                                                    |
| 2021                                                                       | Mr. Perfectly Fine (Taylor's Version) (From The Vault)                   | 30          | 2           | 19          | 23          | 15          | 25          | 30          | - AUS: Platino - UK: Argento                               | Fearless (Taylor's Version)                                                    |
| 2021                                                                       | The Lakes                                                                | 118         | —           | —           | —           | 52          |             | 88          | - AUS: Oro                                                 | Folklore (Deluxe Edition)                                                      |
| 2021                                                                       | Wildest Dreams (Taylor's Version)                                        | 19          | —           | 14          | 18          | 15          | 30          | 25          | - AUS: Platino (2) - UK: Platino                           | 1989 (Taylor's Version)                                                        |
| 2021                                                                       | All Too Well (Taylor's Version)                                          | 1           | 1           | 1           | 1           | 1           | 1           | 3           | - AUS: Platino (3) - ITA: Oro - NZL: Oro - UK: Platino (2) | Red (Taylor's Version)                                                         |
| 2022                                                                       | This Love (Taylor's Version)                                             | 42          | —           | 23          | 30          | 26          | 40          | 42          | - AUS: Platino - UK: Argento                               | 1989 (Taylor's Version)                                                        |
| 2022                                                                       | Carolina                                                                 | 60          | —           | 62          | 49          | 42          |             | 63          |                                                            | Where the Crawdads Sing Soundtrack                                             |
| 2022                                                                       | Bejeweled                                                                | 6           | —           | 7           | 7           | —           | 9           | 63          | - AUS: Platino (2) - CAN: Platino - UK: Oro                | Midnights                                                                      |
| 2022                                                                       | Question...?                                                             | 7           | —           | 11          | 10          | —           | —           | —           | - AUS: Platino - CAN: Oro - UK: Argento                    | Midnights                                                                      |
| 2023                                                                       | Eyes Open (Taylor's Version)                                             | 109         | 48          | —           | —           | —           | —           | —           |                                                            | /                                                                              |
| 2023                                                                       | Safe & Sound (Taylor's Version) (feat. Joy Williams e John Paul White)   | 104         | —           | —           | —           | —           | —           | —           |                                                            | /                                                                              |
| 2023                                                                       | If This Was a Movie (Taylor's Version)                                   | 102         | 42          | —           | —           | —           | —           | —           |                                                            | /                                                                              |
| 2023                                                                       | All of the Girls You Loved Before                                        | 12          | —           | 15          | 12          | 9           | 13          | 11          | - AUS: Platino - UK: Argento                               | /                                                                              |
| 2023                                                                       | You're Losing Me (From The Vault)                                        | 27          | —           | 13          | 18          | 14          | 15          | 20          | - AUS: Oro - UK: Argento                                   | Midnights (Late Night Edition)                                                 |
| "—" indica una pubblicazione non classificata o distribuita in quel paese. |                                                                          |             |             |             |             |             |             |             |                                                            |                                                                                |

## Altri brani entrati in classifica e/o certificati

### Anni 2000
| Anno                                                                       | Titolo                         | Classifiche | Classifiche | Classifiche | Classifiche | Classifiche | Certificazioni            | Album di provenienza                                      |
| Anno                                                                       | Titolo                         | USA         | USA Country | AUS         | CAN         | UK          | Certificazioni            | Album di provenienza                                      |
| -------------------------------------------------------------------------- | ------------------------------ | ----------- | ----------- | ----------- | ----------- | ----------- | ------------------------- | --------------------------------------------------------- |
| 2007                                                                       | I'm Only Me When I'm with You  | 115         | —           | —           | —           | —           | - USA: Platino            | Taylor Swift                                              |
| 2007                                                                       | Invisible                      | 103         | —           | —           | —           | —           | - USA: Oro                | Taylor Swift                                              |
| 2007                                                                       | Last Christmas                 | —           | 28          | —           | —           | —           |                           | Sounds of the Season: The Taylor Swift Holiday Collection |
| 2007                                                                       | Christmases When You Were Mine | —           | 48          | —           | —           | —           |                           | Sounds of the Season: The Taylor Swift Holiday Collection |
| 2007                                                                       | Santa Baby                     | —           | 43          | —           | —           | —           |                           | Sounds of the Season: The Taylor Swift Holiday Collection |
| 2007                                                                       | Silent Night                   | —           | 54          | —           | —           | —           |                           | Sounds of the Season: The Taylor Swift Holiday Collection |
| 2007                                                                       | White Christmas                | —           | 59          | —           | —           | —           |                           | Sounds of the Season: The Taylor Swift Holiday Collection |
| 2008                                                                       | Umbrella                       | 104         | —           | —           | —           | —           |                           | Live from SoHo                                            |
| 2008                                                                       | Hey Stephen                    | 94          | —           | —           | —           | —           | - USA: Oro                | Fearless                                                  |
| 2008                                                                       | Tell Me Why                    | 101         | —           | —           | —           | —           |                           | Fearless                                                  |
| 2008                                                                       | The Way I Loved You            | 72          | —           | —           | —           | —           | - USA: Oro                | Fearless                                                  |
| 2008                                                                       | Forever & Always               | 34          | —           | —           | 37          | —           | - USA: Platino - AUS: Oro | Fearless                                                  |
| 2008                                                                       | The Best Day                   | 103         | 56          | —           | —           | —           | - USA: Oro                | Fearless                                                  |
| 2009                                                                       | Crazier                        | 17          | —           | 57          | 67          | 100         | - USA: Platino - AUS: Oro | Hannah Montana: The Movie                                 |
| 2009                                                                       | Jump Then Fall                 | 10          | 59          | 98          | 14          | —           | - USA: Oro                | Fearless: Platinum Edition                                |
| 2009                                                                       | Untouchable                    | 19          | —           | —           | 23          | —           |                           | Fearless: Platinum Edition                                |
| 2009                                                                       | Come in with the Rain          | 30          | —           | —           | 40          | —           |                           | Fearless: Platinum Edition                                |
| 2009                                                                       | Superstar                      | 26          | —           | —           | 35          | —           |                           | Fearless: Platinum Edition                                |
| 2009                                                                       | The Other Side of the Door     | 22          | —           | —           | 30          | —           |                           | Fearless: Platinum Edition                                |
| "—" indica una pubblicazione non classificata o distribuita in quel paese. |                                |             |             |             |             |             |                           |                                                           |

### Anni 2010
| Anno                                                                       | Titolo                                      | Classifiche | Classifiche | Classifiche | Classifiche | Classifiche | Certificazioni                                                        | Album di provenienza        |
| Anno                                                                       | Titolo                                      | USA         | USA Country | AUS         | CAN         | UK          | Certificazioni                                                        | Album di provenienza        |
| -------------------------------------------------------------------------- | ------------------------------------------- | ----------- | ----------- | ----------- | ----------- | ----------- | --------------------------------------------------------------------- | --------------------------- |
| 2010                                                                       | Breathless                                  | 72          | —           | —           | 49          | —           |                                                                       | Hope for Haiti Now          |
| 2010                                                                       | Dear John                                   | 54          | —           | —           | 68          | —           | - AUS: Oro                                                            | Speak Now                   |
| 2010                                                                       | Never Grow Up                               | 84          | —           | —           | —           | —           | - USA: Oro - AUS: Platino                                             | Speak Now                   |
| 2010                                                                       | Enchanted                                   | 75          | —           | —           | 47          | —           | - USA: Oro - AUS: Platino (2) - NZL: Platino - UK: Oro                | Speak Now                   |
| 2010                                                                       | Better Than Revenge                         | 56          | —           | —           | 73          | —           | - USA: Oro - AUS: Platino - NZL: Platino - UK: Argento                | Speak Now                   |
| 2010                                                                       | Innocent                                    | 27          | —           | —           | 53          | —           |                                                                       | Speak Now                   |
| 2010                                                                       | Last Kiss                                   | 71          | —           | —           | 99          | —           | - AUS: Oro                                                            | Speak Now                   |
| 2010                                                                       | Long Live                                   | 85          | —           | —           | —           | —           | - AUS: Oro - BRA: Diamante (4)                                        | Speak Now                   |
| 2011                                                                       | Drops of Jupiter (Live)                     | 107         | —           | —           | —           | —           |                                                                       | Speak Now World Tour – Live |
| 2012                                                                       | Treacherous                                 | 102         | 26          | —           | 65          | —           |                                                                       | Red                         |
| 2012                                                                       | All Too Well                                | 80          | 17          | —           | 59          | —           | - USA: Oro - AUS: Platino - NZL: Oro - UK: Argento                    | Red                         |
| 2012                                                                       | I Almost Do                                 | 65          | 13          | —           | 50          | —           |                                                                       | Red                         |
| 2012                                                                       | Stay Stay Stay                              | 91          | 24          | —           | 70          | —           |                                                                       | Red                         |
| 2012                                                                       | Holy Ground                                 | 112         | 32          | —           | 89          | —           |                                                                       | Red                         |
| 2012                                                                       | Sad Beautiful Tragic                        | 118         | 37          | —           | 92          | —           |                                                                       | Red                         |
| 2012                                                                       | The Lucky One                               | 113         | 33          | —           | 88          | —           |                                                                       | Red                         |
| 2012                                                                       | Starlight                                   | 105         | 28          | —           | 80          | —           |                                                                       | Red                         |
| 2014                                                                       | All You Had to Do Was Stay                  | 114         | —           | 99          | 92          | —           | - USA: Oro - AUS: Platino - NZL: Oro - UK: Argento                    | 1989                        |
| 2014                                                                       | I Wish You Would                            | —           | —           | —           | —           | —           | - AUS: Platino - UK: Argento                                          | 1989                        |
| 2014                                                                       | How You Get the Girl                        | 104         | —           | —           | 81          | —           | - USA: Oro - AUS: Platino - NZL: Oro - UK: Argento                    | 1989                        |
| 2014                                                                       | This Love                                   | 119         | —           | —           | 84          | —           | - USA: Platino - AUS: Oro                                             | 1989                        |
| 2014                                                                       | I Know Places                               | —           | —           | —           | —           | —           | - USA: Oro - AUS: Oro                                                 | 1989                        |
| 2014                                                                       | Clean                                       | —           | —           | —           | —           | —           | - AUS: Platino - NZL: Oro - UK: Argento                               | 1989                        |
| 2017                                                                       | I Did Something Bad                         | 114         | —           | —           | —           | —           | - AUS: Platino (2) - NZL: Platino - UK: Oro                           | Reputation                  |
| 2017                                                                       | Don't Blame Me                              | —           | —           | 16          | —           | 77          | - AUS: Platino (4) - AUT: Platino - FRA: Oro - ITA: Oro - UK: Platino | Reputation                  |
| 2017                                                                       | So It Goes...                               | —           | —           | —           | —           | —           | - AUS: Oro - NZL: Oro - UK: Argento                                   | Reputation                  |
| 2017                                                                       | King of My Heart                            | —           | —           | —           | —           | —           | - AUS: Platino - NZL: Oro - UK: Argento                               | Reputation                  |
| 2017                                                                       | Dancing with Our Hands Tied                 | —           | —           | —           | —           | —           | - AUS: Platino - NZL: Oro - UK: Argento                               | Reputation                  |
| 2017                                                                       | Dress                                       | —           | —           | —           | —           | —           | - AUS: Platino - NZL: Oro - UK: Argento                               | Reputation                  |
| 2017                                                                       | This Is Why We Can't Have Nice Things       | —           | —           | —           | —           | —           | - AUS: Platino - NZL: Oro - UK: Argento                               | Reputation                  |
| 2019                                                                       | I Forgot That You Existed                   | 28          | —           | 24          | 29          | —           | - AUS: Platino - NZL: Oro - UK: Argento                               | Lover                       |
| 2019                                                                       | I Think He Knows                            | 51          | —           | 34          | 48          | —           | - AUS: Platino - NZL: Oro - UK: Argento                               | Lover                       |
| 2019                                                                       | Miss Americana & the Heartbreak Prince      | 49          | —           | 32          | 47          | —           | - AUS: Platino - NZL: Platino - UK: Oro                               | Lover                       |
| 2019                                                                       | Paper Rings                                 | 45          | —           | 29          | 40          | —           | - AUS: Platino (2) - NZL: Platino - UK: Platino                       | Lover                       |
| 2019                                                                       | Cornelia Street                             | 57          | —           | 40          | 51          | —           | - AUS: Platino - NZL: Oro - UK: Argento                               | Lover                       |
| 2019                                                                       | Death by a Thousand Cuts                    | 67          | —           | 48          | 64          | —           | - AUS: Platino - NZL: Oro - UK: Argento                               | Lover                       |
| 2019                                                                       | London Boy                                  | 62          | —           | 42          | 54          | —           | - AUS: Platino - NZL: Oro - UK: Argento                               | Lover                       |
| 2019                                                                       | Soon You'll Get Better (feat. Dixie Chicks) | 63          | 10          | 54          | 71          | —           | - AUS: Oro                                                            | Lover                       |
| 2019                                                                       | False God                                   | 77          | —           | 59          | 77          | —           | - AUS: Platino - NZL: Oro - UK: Argento                               | Lover                       |
| 2019                                                                       | Afterglow                                   | 75          | —           | 57          | 72          | —           | - AUS: Platino - NZL: Oro - UK: Argento                               | Lover                       |
| 2019                                                                       | It's Nice to Have a Friend                  | 92          | —           | 72          | 97          | —           | - AUS: Oro                                                            | Lover                       |
| 2019                                                                       | Daylight                                    | 89          | —           | 70          | 87          | —           | - AUS: Platino - NZL: Oro - UK: Argento                               | Lover                       |
| "—" indica una pubblicazione non classificata o distribuita in quel paese. |                                             |             |             |             |             |             |                                                                       |                             |

### Anni 2020
| Anno                                                                       | Titolo                                                                        | Classifiche | Classifiche | Classifiche | Classifiche | Classifiche | Classifiche | Certificazioni                                                 | Album di provenienza                         |
| Anno                                                                       | Titolo                                                                        | USA         | USA Country | AUS         | CAN         | ITA         | UK          | Certificazioni                                                 | Album di provenienza                         |
| -------------------------------------------------------------------------- | ----------------------------------------------------------------------------- | ----------- | ----------- | ----------- | ----------- | ----------- | ----------- | -------------------------------------------------------------- | -------------------------------------------- |
| 2020                                                                       | The Last Great American Dynasty                                               | 13          | —           | 7           | 13          | —           | —           | - AUS: Platino - NZL: Platino - UK: Oro                        | Folklore                                     |
| 2020                                                                       | My Tears Ricochet                                                             | 16          | —           | 8           | 14          | —           | —           | - AUS: Platino (2) - NZL: Platino - UK: Platino                | Folklore                                     |
| 2020                                                                       | Mirrorball                                                                    | 26          | —           | 14          | 22          | —           | —           | - AUS: Platino - NZL: Platino - UK: Oro                        | Folklore                                     |
| 2020                                                                       | Seven                                                                         | 35          | —           | 16          | 26          | —           | —           | - AUS: Platino - NZL: Oro - UK: Argento                        | Folklore                                     |
| 2020                                                                       | August                                                                        | 23          | —           | 13          | 19          | —           | 78          | - AUS: Platino (4) - ITA: Oro - NZL: Platino (2) - UK: Platino | Folklore                                     |
| 2020                                                                       | This Is Me Trying                                                             | 39          | —           | 18          | 30          | —           | —           | - AUS: Platino - NZL: Platino - UK: Oro                        | Folklore                                     |
| 2020                                                                       | Illicit Affairs                                                               | 44          | —           | 21          | 33          | —           | —           | - AUS: Platino - UK: Oro                                       | Folklore                                     |
| 2020                                                                       | Invisible String                                                              | 37          | —           | 19          | 29          | —           | —           | - AUS: Platino - NZL: Platino - UK: Oro                        | Folklore                                     |
| 2020                                                                       | Mad Woman                                                                     | 47          | —           | 25          | 38          | —           | —           | - AUS: Platino - NZL: Oro - UK: Argento                        | Folklore                                     |
| 2020                                                                       | Epiphany                                                                      | 57          | —           | 29          | 44          | —           | —           | - AUS: Oro - UK: Argento                                       | Folklore                                     |
| 2020                                                                       | Peace                                                                         | 58          | —           | 33          | 46          | —           | —           | - AUS: Oro - NZL: Oro - UK: Argento                            | Folklore                                     |
| 2020                                                                       | Hoax                                                                          | 71          | —           | 43          | 51          | —           | —           | - AUS: Oro - NZL: Oro - UK: Argento                            | Folklore                                     |
| 2020                                                                       | Champagne Problems                                                            | 21          | —           | 12          | 6           | —           | 15          | - AUS: Platino (2) - CAN: Oro - NZL: Platino - UK: Platino     | Evermore                                     |
| 2020                                                                       | Gold Rush                                                                     | 40          | —           | 21          | 14          | —           | —           | - AUS: Platino - NZL: Oro - UK: Argento                        | Evermore                                     |
| 2020                                                                       | 'Tis the Damn Season                                                          | 39          | —           | 24          | 13          | —           | —           | - AUS: Platino - NZL: Oro - UK: Argento                        | Evermore                                     |
| 2020                                                                       | Tolerate It                                                                   | 45          | —           | 33          | 18          | —           | —           | - AUS: Platino - NZL: Oro - UK: Argento                        | Evermore                                     |
| 2020                                                                       | Happiness                                                                     | 52          | —           | 37          | 24          | —           | —           | - AUS: Oro                                                     | Evermore                                     |
| 2020                                                                       | Dorothea                                                                      | 67          | —           | 47          | 34          | —           | —           | - AUS: Oro                                                     | Evermore                                     |
| 2020                                                                       | Ivy                                                                           | 61          | —           | 43          | 28          | —           | —           | - AUS: Oro - NZL: Oro - UK: Argento                            | Evermore                                     |
| 2020                                                                       | Cowboy like Me                                                                | 71          | —           | 55          | 43          | —           | —           | - AUS: Oro - NZL: Oro - UK: Argento                            | Evermore                                     |
| 2020                                                                       | Long Story Short                                                              | 68          | —           | 49          | 39          | —           | —           | - AUS: Oro - NZL: Oro - UK: Argento                            | Evermore                                     |
| 2020                                                                       | Marjorie                                                                      | 75          | —           | 57          | 48          | —           | —           | - AUS: Platino - NZL: Oro - UK: Argento                        | Evermore                                     |
| 2020                                                                       | Closure                                                                       | 82          | —           | —           | 57          | —           | —           | - AUS: Oro                                                     | Evermore                                     |
| 2020                                                                       | Evermore (feat. Bon Iver)                                                     | 57          | —           | 45          | 26          | —           | —           | - AUS: Oro - NZL: Oro - UK: Argento                            | Evermore                                     |
| 2021                                                                       | Right Where You Left Me                                                       | 112         | —           | —           | —           | —           | —           | - AUS: Platino - NZL: Oro - UK: Argento                        | Evermore (Deluxe Edtion)                     |
| 2021                                                                       | It's Time to Go                                                               | 104         | —           | —           | 86          | —           | —           |                                                                | Evermore (Deluxe Edtion)                     |
| 2021                                                                       | Fearless (Taylor's Version)                                                   | 71          | 14          | —           | 46          | —           | —           | - AUS: Platino - NZL: Oro - UK: Argento                        | Fearless (Taylor's Version)                  |
| 2021                                                                       | Fifteen (Taylor's Version)                                                    | 88          | 20          | —           | 56          | —           | —           |                                                                | Fearless (Taylor's Version)                  |
| 2021                                                                       | Hey Stephen (Taylor's Version)                                                | 101         | 28          | —           | 68          | —           | —           |                                                                | Fearless (Taylor's Version)                  |
| 2021                                                                       | White Horse (Taylor's Version)                                                | 102         | 29          | —           | 72          | —           | —           |                                                                | Fearless (Taylor's Version)                  |
| 2021                                                                       | You Belong With Me (Taylor's Version)                                         | 75          | 16          | —           | 44          | —           | 52          | - AUS: Platino (2) - NZL: Platino - UK: Oro                    | Fearless (Taylor's Version)                  |
| 2021                                                                       | Breathe (feat. Colbie Caillat) (Taylor's Version)                             | 108         | 34          | —           | 78          | —           | —           |                                                                | Fearless (Taylor's Version)                  |
| 2021                                                                       | Tell Me Why (Taylor's Version)                                                | 113         | 41          | —           | 92          | —           | —           |                                                                | Fearless (Taylor's Version)                  |
| 2021                                                                       | You're Not Sorry (Taylor's Version)                                           | 111         | 40          | —           | 90          | —           | —           |                                                                | Fearless (Taylor's Version)                  |
| 2021                                                                       | The Way I Loved You (Taylor's Version)                                        | 94          | 24          | —           | 60          | —           | —           | - AUS: Platino - NZL: Oro - UK: Argento                        | Fearless (Taylor's Version)                  |
| 2021                                                                       | Forever & Always (Taylor's Version)                                           | 65          | 12          | 45          | 37          | —           | —           |                                                                | Fearless (Taylor's Version)                  |
| 2021                                                                       | The Best Day (Taylor's Version)                                               | 119         | 45          | —           | —           | —           | —           |                                                                | Fearless (Taylor's Version)                  |
| 2021                                                                       | We Were Happy (Taylor's Version) (From the Vault)                             | 115         | 43          | —           | 95          | —           | —           |                                                                | Fearless (Taylor's Version)                  |
| 2021                                                                       | That's When (feat. Keith Urban) (Taylor's Version) (From the Vault)           | 103         | 30          | —           | 63          | —           | —           |                                                                | Fearless (Taylor's Version)                  |
| 2021                                                                       | Don't You (Taylor's Version) (From the Vault)                                 | 114         | 42          | —           | 96          | —           | —           |                                                                | Fearless (Taylor's Version)                  |
| 2021                                                                       | Bye Bye Baby (Taylor's Version) (From the Vault)                              | —           | 49          | —           | —           | —           | —           |                                                                | Fearless (Taylor's Version)                  |
| 2021                                                                       | State of Grace (Taylor's Version)                                             | 18          | —           | 25          | 9           | —           | 18          | - NZL: Oro                                                     | Red (Taylor's Version)                       |
| 2021                                                                       | Red (Taylor's Version)                                                        | 25          | 5           | 12          | 12          | —           | 22          | - AUS: Platino - NZL: Oro - UK: Argento                        | Red (Taylor's Version)                       |
| 2021                                                                       | Treacherous (Taylor's Version)                                                | 54          | 15          | 38          | 41          | —           | —           |                                                                | Red (Taylor's Version)                       |
| 2021                                                                       | I Knew You Were Trouble (Taylor's Version)                                    | 46          | —           | 21          | 29          | —           | —           | - AUS: Platino - NZL: Oro - UK: Oro                            | Red (Taylor's Version)                       |
| 2021                                                                       | 22 (Taylor's Version)                                                         | 52          | —           | 27          | 33          | —           | —           | - AUS: Platino - NZL: Oro - UK: Argento                        | Red (Taylor's Version)                       |
| 2021                                                                       | I Almost Do (Taylor's Version)                                                | 59          | 17          | 45          | 49          | —           | —           |                                                                | Red (Taylor's Version)                       |
| 2021                                                                       | We Are Never Ever Getting Back Together (Taylor's Version)                    | 55          | 16          | 34          | 40          | —           | —           | - AUS: Platino                                                 | Red (Taylor's Version)                       |
| 2021                                                                       | Stay Stay Stay (Taylor's Version)                                             | 67          | 20          | —           | 57          | —           | —           |                                                                | Red (Taylor's Version)                       |
| 2021                                                                       | The Last Time (feat. Gary Lightbody) (Taylor's Version)                       | 66          | —           | —           | 53          | —           | —           |                                                                | Red (Taylor's Version)                       |
| 2021                                                                       | Holy Ground (Taylor's Version)                                                | 76          | 24          | —           | 62          | —           | —           |                                                                | Red (Taylor's Version)                       |
| 2021                                                                       | Sad Beautiful Tragic (Taylor's Version)                                       | 85          | 30          | —           | 71          | —           | —           |                                                                | Red (Taylor's Version)                       |
| 2021                                                                       | The Lucky One (Taylor's Version)                                              | 84          | 29          | —           | 68          | —           | —           |                                                                | Red (Taylor's Version)                       |
| 2021                                                                       | Everything Has Changed (feat. Ed Sheeran) (Taylor's Version)                  | 63          | —           | —           | 51          | —           | —           | - AUS: Oro                                                     | Red (Taylor's Version)                       |
| 2021                                                                       | Starlight (Taylor's Version)                                                  | 90          | 33          | —           | 73          | —           | —           |                                                                | Red (Taylor's Version)                       |
| 2021                                                                       | Begin Again (Taylor's Version)                                                | 77          | 25          | —           | 61          | —           | —           |                                                                | Red (Taylor's Version)                       |
| 2021                                                                       | The Moment I Knew (Taylor's Version)                                          | 83          | 28          | —           | 67          | —           | —           |                                                                | Red (Taylor's Version)                       |
| 2021                                                                       | Come Back... Be Here (Taylor's Version)                                       | 87          | 31          | —           | 69          | —           | —           |                                                                | Red (Taylor's Version)                       |
| 2021                                                                       | Girl at Home (Taylor's Version)                                               | 101         | 37          | —           | 76          | —           | —           |                                                                | Red (Taylor's Version)                       |
| 2021                                                                       | Ronan (Taylor's Version)                                                      | 109         | 42          | —           | 88          | —           | —           |                                                                | Red (Taylor's Version)                       |
| 2021                                                                       | Better Man (Taylor's Version) (From the Vault)                                | 51          | 13          | —           | 36          | —           | —           | - AUS: Oro                                                     | Red (Taylor's Version)                       |
| 2021                                                                       | Nothing New (feat. Phoebe Bridgers) (Taylor's Version) (From the Vault)       | 43          | 11          | 31          | 22          | —           | —           | - AUS: Oro - NZL: Platino - UK: Argento                        | Red (Taylor's Version)                       |
| 2021                                                                       | Babe (Taylor's Version) (From the Vault)                                      | 69          | 21          | —           | 56          | —           | —           |                                                                | Red (Taylor's Version)                       |
| 2021                                                                       | Forever Winter (Taylor's Version) (From the Vault)                            | 79          | 26          | —           | 64          | —           | —           |                                                                | Red (Taylor's Version)                       |
| 2021                                                                       | Run (feat. Ed Sheeran) (Taylor's Version) (From the Vault)                    | 47          | —           | 19          | 28          | —           | —           | - AUS: Oro                                                     | Red (Taylor's Version)                       |
| 2021                                                                       | The Very First Night (Taylor's Version) (From the Vault)                      | 61          | 18          | —           | 55          | —           | —           | - AUS: Oro                                                     | Red (Taylor's Version)                       |
| 2022                                                                       | Maroon                                                                        | 3           | —           | 4           | 4           | 77          | —           | - AUS: Platino - CAN: Platino - NZL: Platino - UK: Oro         | Midnights                                    |
| 2022                                                                       | Snow on the Beach (feat. Lana Del Rey)                                        | 4           | —           | 3           | 3           | 59          | 4           | - AUS: Platino (2) - CAN: Platino - NZL: Platino - UK: Oro     | Midnights                                    |
| 2022                                                                       | You're On Your Own, Kid                                                       | 8           | —           | 6           | 6           | 82          | —           | - AUS: Platino (2) - CAN: Platino - NZL: Platino - UK: Oro     | Midnights                                    |
| 2022                                                                       | Midnight Rain                                                                 | 5           | —           | 5           | 5           | 84          | —           | - AUS: Platino (2) - CAN: Platino - NZL: Platino - UK: Oro     | Midnights                                    |
| 2022                                                                       | Vigilante Shit                                                                | 10          | —           | 10          | 9           | —           | —           | - AUS: Platino - CAN: Oro - NZL: Oro - UK: Argento             | Midnights                                    |
| 2022                                                                       | Labyrinth                                                                     | 14          | —           | 13          | 14          | —           | —           | - AUS: Platino - CAN: Oro - NZL: Oro - UK: Argento             | Midnights                                    |
| 2022                                                                       | Sweet Nothing                                                                 | 15          | —           | 14          | 15          | —           | —           | - AUS: Platino - CAN: Oro - NZL: Oro - UK: Argento             | Midnights                                    |
| 2022                                                                       | Mastermind                                                                    | 13          | —           | 12          | 12          | —           | —           | - AUS: Platino - CAN: Oro - NZL: Oro - UK: Argento             | Midnights                                    |
| 2022                                                                       | The Great War                                                                 | 26          | —           | —           | 22          | —           | —           | - AUS: Platino - NZL: Oro - UK: Argento                        | Midnights (3am Edition)                      |
| 2022                                                                       | Bigger Than the Whole Sky                                                     | 21          | —           | —           | 20          | —           | —           | - AUS: Oro - NZL: Oro - UK: Argento                            | Midnights (3am Edition)                      |
| 2022                                                                       | Paris                                                                         | 32          | —           | —           | 25          | —           | —           | - AUS: Oro - UK: Argento                                       | Midnights (3am Edition)                      |
| 2022                                                                       | High Infidelity                                                               | 33          | —           | —           | 28          | —           | —           | - AUS: Oro                                                     | Midnights (3am Edition)                      |
| 2022                                                                       | Glitch                                                                        | 41          | —           | —           | 32          | —           | —           | - AUS: Oro                                                     | Midnights (3am Edition)                      |
| 2022                                                                       | Would've, Could've, Should've                                                 | 20          | —           | —           | 18          | —           | —           | - AUS: Platino - NZL: Oro - UK: Argento                        | Midnights (3am Edition)                      |
| 2022                                                                       | Dear Reader                                                                   | 45          | —           | —           | 35          | —           | —           | - AUS: Oro                                                     | Midnights (3am Edition)                      |
| 2023                                                                       | Hits Different                                                                | 27          | —           | 16          | 19          | —           | 18          | - AUS: Oro - UK: Argento                                       | Midnights (The Til Dawn Edition)             |
| 2023                                                                       | Mine (Taylor's Version)                                                       | 15          | 4           | 10          | 15          | —           | —           | - AUS: Oro                                                     | Speak Now (Taylor's Version)                 |
| 2023                                                                       | Sparks Fly (Taylor's Version)                                                 | 22          | 8           | 17          | 25          | —           | —           |                                                                | Speak Now (Taylor's Version)                 |
| 2023                                                                       | Back to December (Taylor's Version)                                           | 16          | 5           | 11          | 17          | —           | —           | - AUS: Oro                                                     | Speak Now (Taylor's Version)                 |
| 2023                                                                       | Speak Now (Taylor's Version)                                                  | 33          | 14          | 22          | 31          | —           | —           |                                                                | Speak Now (Taylor's Version)                 |
| 2023                                                                       | Dear John (Taylor's Version)                                                  | 26          | 9           | 26          | 35          | —           | —           |                                                                | Speak Now (Taylor's Version)                 |
| 2023                                                                       | Mean (Taylor's Version)                                                       | 39          | 17          | 30          | 41          | —           | —           |                                                                | Speak Now (Taylor's Version)                 |
| 2023                                                                       | The Story of Us (Taylor's Version)                                            | 42          | 20          | 32          | 44          | —           | —           |                                                                | Speak Now (Taylor's Version)                 |
| 2023                                                                       | Never Grow Up (Taylor's Version)                                              | 58          | 27          | —           | 59          | —           | —           |                                                                | Speak Now (Taylor's Version)                 |
| 2023                                                                       | Enchanted (Taylor's Version)                                                  | 19          | 7           | 7           | 18          | —           | 15          | - AUS: Platino - NZL: Oro - UK: Argento                        | Speak Now (Taylor's Version)                 |
| 2023                                                                       | Better than Revenge (Taylor's Version)                                        | 28          | 10          | 14          | 29          | —           | —           |                                                                | Speak Now (Taylor's Version)                 |
| 2023                                                                       | Innocent (Taylor's Version)                                                   | 63          | 28          | —           | 63          | —           | —           |                                                                | Speak Now (Taylor's Version)                 |
| 2023                                                                       | Haunted (Taylor's Version)                                                    | 50          | 22          | 48          | 55          | —           | —           |                                                                | Speak Now (Taylor's Version)                 |
| 2023                                                                       | Last Kiss (Taylor's Version)                                                  | 57          | 26          | —           | 60          | —           | —           |                                                                | Speak Now (Taylor's Version)                 |
| 2023                                                                       | Long Live (Taylor's Version)                                                  | 53          | 24          | —           | 58          | —           | —           | - AUS: Oro                                                     | Speak Now (Taylor's Version)                 |
| 2023                                                                       | Ours (Taylor's Version)                                                       | 68          | 29          | —           | 65          | —           | —           |                                                                | Speak Now (Taylor's Version)                 |
| 2023                                                                       | Superman (Taylor's Version)                                                   | 74          | 31          | —           | 76          | —           | —           |                                                                | Speak Now (Taylor's Version)                 |
| 2023                                                                       | Electric Touch (feat. Fall Out Boy) (Taylor's Version) (from the Vault)       | 35          | 16          | 38          | 46          | —           | —           |                                                                | Speak Now (Taylor's Version)                 |
| 2023                                                                       | When Emma Falls in Love (Taylor's Version) (from the Vault)                   | 34          | 15          | 43          | 40          | —           | —           |                                                                | Speak Now (Taylor's Version)                 |
| 2023                                                                       | I Can See You (Taylor's Version) (from the Vault)                             | 5           | 3           | 5           | 8           | —           | 6           | - AUS: Platino - NZL: Oro - UK: Argento                        | Speak Now (Taylor's Version)                 |
| 2023                                                                       | Castles Crumbling (feat. Hayley Williams) (Taylor's Version) (from the Vault) | 31          | 13          | 33          | 42          | —           | —           |                                                                | Speak Now (Taylor's Version)                 |
| 2023                                                                       | Foolish One (Taylor's Version) (from the Vault)                               | 40          | 18          | 50          | 50          | —           | —           |                                                                | Speak Now (Taylor's Version)                 |
| 2023                                                                       | Timeless (Taylor's Version) (from the Vault)                                  | 48          | 21          | —           | 53          | —           | —           |                                                                | Speak Now (Taylor's Version)                 |
| 2023                                                                       | Welcome to New York (Taylor's Version)                                        | 14          | —           | 11          | 15          | —           | —           | - AUS: Oro                                                     | 1989 (Taylor's Version)                      |
| 2023                                                                       | Blank Space (Taylor's Version)                                                | 12          | —           | 9           | 11          | 89          | —           | - AUS: Oro - NZL: Oro - UK: Argento                            | 1989 (Taylor's Version)                      |
| 2023                                                                       | Style (Taylor's Version)                                                      | 9           | —           | 7           | 8           | 80          | —           | - AUS: Oro - NZL: Oro - UK: Argento                            | 1989 (Taylor's Version)                      |
| 2023                                                                       | Out of the Woods (Taylor's Version)                                           | 16          | —           | 12          | 14          | —           | —           | - AUS: Oro                                                     | 1989 (Taylor's Version)                      |
| 2023                                                                       | All You Had to Do Was Stay (Taylor's Version)                                 | 20          | —           | —           | 23          | —           | —           |                                                                | 1989 (Taylor's Version)                      |
| 2023                                                                       | Shake It Off (Taylor's Version)                                               | 28          | —           | 18          | 24          | —           | —           | - AUS: Oro - UK: Argento                                       | 1989 (Taylor's Version)                      |
| 2023                                                                       | I Wish You Would (Taylor's Version)                                           | 31          | —           | —           | 32          | —           | —           |                                                                | 1989 (Taylor's Version)                      |
| 2023                                                                       | Bad Blood (Taylor's Version) (solo o feat. Kendrick Lamar)                    | 7           | —           | —           | 7           | —           | —           | - AUS: Oro - NZL: Oro - UK: Argento                            | 1989 (Taylor's Version)                      |
| 2023                                                                       | How You Get the Girl (Taylor's Version)                                       | 40          | —           | —           | 34          | —           | —           |                                                                | 1989 (Taylor's Version)                      |
| 2023                                                                       | I Know Places (Taylor's Version)                                              | 36          | —           | —           | 35          | —           | —           |                                                                | 1989 (Taylor's Version)                      |
| 2023                                                                       | Clean (Taylor's Version)                                                      | 30          | —           | —           | 28          | —           | —           |                                                                | 1989 (Taylor's Version)                      |
| 2023                                                                       | Wonderland (Taylor's Version)                                                 | 39          | —           | 22          | 37          | —           | —           |                                                                | 1989 (Taylor's Version)                      |
| 2023                                                                       | You Are in Love (Taylor's Version)                                            | 42          | —           | —           | 42          | —           | —           |                                                                | 1989 (Taylor's Version)                      |
| 2023                                                                       | New Romantics (Taylor's Version)                                              | 29          | —           | —           | 27          | —           | —           |                                                                | 1989 (Taylor's Version)                      |
| 2023                                                                       | Say Don't Go (Taylor's Version) (From the Vault)                              | 5           | —           | 3           | 5           | —           | —           | - AUS: Oro - UK: Argento                                       | 1989 (Taylor's Version)                      |
| 2023                                                                       | Now That We Don't Talk (Taylor's Version) (From the Vault)                    | 2           | —           | 2           | 2           | —           | 2           | - AUS: Oro - NZL: Oro - UK: Argento                            | 1989 (Taylor's Version)                      |
| 2023                                                                       | Suburban Legends (Taylor's Version) (From the Vault)                          | 10          | —           | 8           | 10          | —           | —           |                                                                | 1989 (Taylor's Version)                      |
| 2024                                                                       | The Tortured Poets Department                                                 | 4           | —           | 3           | —           | 85          | 3           | - AUS: Platino - NZL: Oro - UK: Argento                        | The Tortured Poets Department                |
| 2024                                                                       | My Boy Only Breaks His Favorite Toys                                          | 6           | —           | 6           | —           | 92          | —           | - AUS: Platino - NZL: Oro - UK: Argento                        | The Tortured Poets Department                |
| 2024                                                                       | Down Bad                                                                      | 2           | —           | 2           | —           | 79          | 4           | - AUS: Platino - NZL: Oro - UK: Oro                            | The Tortured Poets Department                |
| 2024                                                                       | So Long, London                                                               | 5           | —           | 4           | —           | 83          | —           | - AUS: Platino - NZL: Oro - UK: Argento                        | The Tortured Poets Department                |
| 2024                                                                       | But Daddy I Love Him                                                          | 7           | —           | 7           | —           | —           | —           | - AUS: Platino - NZL: Oro - UK: Argento                        | The Tortured Poets Department                |
| 2024                                                                       | Fresh Out the Slammer                                                         | 11          | —           | 14          | —           | —           | —           | - AUS: Oro - UK: Argento                                       | The Tortured Poets Department                |
| 2024                                                                       | Florida!!! (feat. Florence and the Machine)                                   | 8           | —           | 8           | —           | —           | —           | - AUS: Oro - NZL: Oro - UK: Argento                            | The Tortured Poets Department                |
| 2024                                                                       | Guilty as Sin?                                                                | 10          | —           | 10          | —           | —           | —           | - AUS: Platino - NZL: Oro - UK: Argento                        | The Tortured Poets Department                |
| 2024                                                                       | Who's Afraid of Little Old Me?                                                | 9           | —           | 9           | —           | —           | —           | - NZL: Oro - UK: Oro                                           | The Tortured Poets Department                |
| 2024                                                                       | I Can Fix Him (No Really I Can)                                               | 20          | —           | 19          | —           | —           | —           | - AUS: Oro                                                     | The Tortured Poets Department                |
| 2024                                                                       | Loml                                                                          | 12          | —           | 15          | —           | —           | —           | - AUS: Oro - NZL: Oro - UK: Argento                            | The Tortured Poets Department                |
| 2024                                                                       | The Smallest Man Who Ever Lived                                               | 14          | —           | 16          | —           | —           | —           | - AUS: Oro - NZL: Oro - UK: Argento                            | The Tortured Poets Department                |
| 2024                                                                       | The Alchemy                                                                   | 13          | —           | 18          | —           | —           | —           | - AUS: Oro - UK: Argento                                       | The Tortured Poets Department                |
| 2024                                                                       | Clara Bow                                                                     | 21          | —           | 20          | —           | —           | —           | - AUS: Oro                                                     | The Tortured Poets Department                |
| 2024                                                                       | The Black Dog                                                                 | 25          | —           | 25          | —           | —           | —           | - AUS: Oro                                                     | The Tortured Poets Department: The Anthology |
| 2024                                                                       | Imgonnagetyouback                                                             | 26          | —           | 23          | —           | —           | —           | - AUS: Oro                                                     | The Tortured Poets Department: The Anthology |
| 2024                                                                       | The Albatross                                                                 | 30          | —           | 29          | —           | —           | —           |                                                                | The Tortured Poets Department: The Anthology |
| 2024                                                                       | Chloe or Sam or Sophia or Marcus                                              | 36          | —           | 33          | —           | —           | —           |                                                                | The Tortured Poets Department: The Anthology |
| 2024                                                                       | How Did It End?                                                               | 35          | —           | 30          | —           | —           | —           | - AUS: Oro                                                     | The Tortured Poets Department: The Anthology |
| 2024                                                                       | So High School                                                                | 24          | —           | 26          | —           | —           | —           | - AUS: Oro - NZL: Oro - UK: Argento                            | The Tortured Poets Department: The Anthology |
| 2024                                                                       | I Hate It Here                                                                | 34          | —           | 37          | —           | —           | —           |                                                                | The Tortured Poets Department: The Anthology |
| 2024                                                                       | Thank You Aimee                                                               | 23          | —           | 28          | —           | —           | —           |                                                                | The Tortured Poets Department: The Anthology |
| 2024                                                                       | I Look in People's Windows                                                    | 39          | —           | 40          | —           | —           | —           |                                                                | The Tortured Poets Department: The Anthology |
| 2024                                                                       | The Prophecy                                                                  | 32          | —           | 31          | —           | —           | —           | - AUS: Oro                                                     | The Tortured Poets Department: The Anthology |
| 2024                                                                       | Cassandra                                                                     | 44          | —           | 49          | —           | —           | —           |                                                                | The Tortured Poets Department: The Anthology |
| 2024                                                                       | Peter                                                                         | 46          | —           | 46          | —           | —           | —           |                                                                | The Tortured Poets Department: The Anthology |
| 2024                                                                       | The Bolter                                                                    | 47          | —           | 51          | —           | —           | —           |                                                                | The Tortured Poets Department: The Anthology |
| 2024                                                                       | Robin                                                                         | 55          | —           | 55          | —           | —           | —           |                                                                | The Tortured Poets Department: The Anthology |
| 2024                                                                       | The Manuscript                                                                | 51          | —           | 53          | —           | —           | —           |                                                                | The Tortured Poets Department: The Anthology |
| 2024                                                                       | Us. (Gracie Abrams feat. Taylor Swift)                                        | 36          | —           | 25          | 31          | —           | 37          | - AUS: Platino - CAN: Platino - NZL: Oro - UK: Argento         | The Secret of Us                             |
| "—" indica una pubblicazione non classificata o distribuita in quel paese. |                                                                               |             |             |             |             |             |             |                                                                |                                              |

## Videografia

### Album video
| Anno | Titolo |
| ---- | --- |
| 2009 | CMT Crossroads - Pubblicato: 16 giugno 2009 - Etichetta: Big Machine - Formato: DVD                                                            |
| 2016 | The 1989 World Tour Live - Pubblicato: 20 dicembre 2016 - Etichetta: Dirty Hit - Formato: streaming                                            |
| 2018 | Taylor Swift Reputation Stadium Tour - Pubblicato: 31 dicembre 2018 - Etichetta: Den of Thieves, Taylor Swift Productions - Formato: streaming |
| 2020 | Folklore: The Long Pond Studio Sessions - Pubblicato: 25 novembre 2020 - Etichetta: Taylor Swift Productions - Formato: streaming              |

### Video musicali
| Anno | Titolo                                    | Regista/i                  |
| ---- | ----------------------------------------- | -------------------------- |
| 2006 | Tim McGraw                                | Trey Fanjoy                |
| 2007 | Teardrops on My Guitar                    | Trey Fanjoy                |
| 2007 | Our Song                                  | Trey Fanjoy                |
| 2008 | I'm Only Me When I'm with You             | Taylor Swift               |
| 2008 | Picture to Burn                           | Trey Fanjoy                |
| 2008 | Beautiful Eyes                            | Trey Fanjoy, Todd Cassetty |
| 2008 | Change                                    | Shawn Robbins              |
| 2008 | Love Story                                | Trey Fanjoy                |
| 2009 | White Horse                               | Trey Fanjoy                |
| 2009 | The Best Day                              | Taylor Swift               |
| 2009 | You Belong with Me                        | Roman White                |
| 2009 | Fifteen                                   | Roman White                |
| 2010 | Fearless                                  | Todd Cassetty              |
| 2010 | Mine                                      | Roman White, Taylor Swift  |
| 2011 | Back to December                          | Yoann Lemoine              |
| 2011 | Mean                                      | Declan Whitebloom          |
| 2011 | The Story of Us                           | Noble Jones                |
| 2011 | Sparks Fly                                | Christian Lamb             |
| 2011 | Ours                                      | Declan Whitebloom          |
| 2012 | Safe & Sound (feat. The Civil Wars)       | Philip Andelman            |
| 2012 | Both of Us (B.o.B feat. Taylor Swift)     | Jake Nava                  |
| 2012 | We Are Never Ever Getting Back Together   | Declan Whitebloom          |
| 2012 | Begin Again                               | Philip Andelman            |
| 2012 | I Knew You Were Trouble                   | Anthony Mandler            |
| 2013 | 22                                        | Anthony Mandler            |
| 2013 | Everything Has Changed (feat. Ed Sheeran) | Philip Andelman            |
| 2013 | The Last Time (feat. Gary Lightbody)      | Terry Richardson           |
| 2014 | Shake It Off                              | Mark Romanek               |
| 2014 | Blank Space                               | Joseph Kahn                |
| 2015 | Style                                     | Kyle Newman                |
| 2015 | Bad Blood (feat. Kendrick Lamar)          | Joseph Kahn                |
| 2015 | Wildest Dreams                            | Joseph Kahn                |
| 2016 | Out of the Woods                          | Joseph Kahn                |
| 2016 | New Romantics                             | Jonas Åkerlund             |
| 2017 | I Don't Wanna Live Forever (con Zayn)     | Grant Singer               |
| 2017 | Look What You Made Me Do                  | Joseph Kahn                |
| 2017 | ...Ready for It?                          | Joseph Kahn                |
| 2018 | End Game (feat. Ed Sheeran & Future)      | Joseph Kahn                |
| 2018 | Delicate                                  | Joseph Kahn                |
| 2018 | Delicate (versione verticale)             | Jordan Lynn                |
| 2019 | Me! (feat. Brendon Urie)                  | Dave Meyers, Taylor Swift  |
| 2019 | You Need to Calm Down                     | Drew Kirsch, Taylor Swift  |
| 2019 | Lover                                     | Drew Kirsch, Taylor Swift  |
| 2019 | Christmas Tree Farm                       | Taylor Swift               |
| 2020 | The Man                                   | Taylor Swift               |
| 2020 | Cardigan                                  | Taylor Swift               |
| 2020 | Willow                                    | Taylor Swift               |
| 2021 | All Too Well: The Short Film              | Taylor Swift               |
| 2021 | I Bet You Think About Me                  | Blake Lively               |
| 2022 | Anti-Hero                                 | Taylor Swift               |
| 2022 | Bejeweled                                 | Taylor Swift               |
| 2023 | Lavender Haze                             | Taylor Swift               |
| 2023 | Karma (feat. Ice Spice)                   | Taylor Swift               |
| 2023 | I Can See You                             | Taylor Swift               |
| 2024 | Fortnight (feat. Post Malone)             | Taylor Swift               |